# The Stick Up Kid
Albums de Big Noyd
On the Grind
(2005) Big Noyd Presents: The Co-Defendants, Volume 1
(2007)
The Stick Up Kid est le quatrième album studio de Big Noyd, sorti le 22 août 2006.

## Liste des titres
| No  | Titre                                                            | Contient un (des) sample(s) de                                | Durée |
| --- | ---------------------------------------------------------------- | ------------------------------------------------------------- | ----- |
| 1.  | Infamous Team (featuring Prodigy et Godfather)                   |                                                               | 2:47  |
| 2.  | Number 1                                                         |                                                               | 2:30  |
| 3.  | Don't Play With Them Burners (featuring Havoc)                   |                                                               | 3:02  |
| 4.  | Money Roll (featuring Twin Gambino)                              |                                                               | 3:29  |
| 5.  | That's How You Get Dead (featuring Twin)                         |                                                               | 2:31  |
| 6.  | Stick Up Kid                                                     |                                                               | 4:04  |
| 7.  | You Already Know (featuring Flame Killah et Godfather)           |                                                               | 3:06  |
| 8.  | Crazy Ass Click                                                  |                                                               | 3:28  |
| 9.  | It's On                                                          |                                                               | 2:21  |
| 10. | It's Going Down                                                  | I Feel a Song (In My Heart Again) de Gladys Knight & the Pips | 3:04  |
| 11. | My Rhyme                                                         | Gotta Make It Up to You d'Angela Bofill                       | 3:42  |
| 12. | You Can Say Whatever You Want                                    |                                                               | 2:48  |
| 13. | You Better Take It Easy                                          |                                                               | 3:58  |
| 14. | World's Famous (featuring Chinky, The Infamous Team et Ty Nitty) |                                                               | 2:27  |